# 夏宜瑶族乡
夏宜瑶族乡是中华人民共和国广西壮族自治区梧州市蒙山县下辖的一个民族乡。

## 行政区划
夏宜瑶族乡下辖以下村级行政区划单位：
夏宜村、六海村、高雷村、能友村、芦山村和六洛村。